# I fiori di Kirkuk
I fiori di Kirkuk (Golakani Kirkuk) è un film del 2010, diretto da Fariborz Kamkari.

## Trama
Najla, una ragazza irachena di buona famiglia, torna a Kirkuk dopo la laurea in medicina ottenuta in Italia. In realtà avrebbe voluto ottenere la specializzazione, ma rientra perché non ha più notizie del suo fidanzato curdo, Sherko. Nel frattempo si innamora di lei un giovane ufficiale dell'esercito del regime di Saddam Hussein, Mokhtar, ma lei lo rifiuta.
Successivamente Mokthar scopre che è segretamente innamorata di un curdo, che in quel periodo è considerato un sovversivo, mentre è in atto una spietata repressione verso questa minoranza etnica nel nord del paese, cercando di individuarlo e farlo arrestare.
La famiglia di Najla è contraria alla relazione, ma quando Sherko viene catturato, la protegge facendola assumere come dottoressa all'interno dei servizi segreti militari. Najla approfitta di questo ruolo per salvare molte donne curde e per cercare tra i documenti il suo fidanzato; lo aiuta quindi a fuggire in Iran, ma poi torna da sola per salvare l'onore della sua famiglia. L'ultima scena si chiude con Sherko che dopo molti anni, dopo la caduta del regime di Saddam, torna sul luogo dove fu uccisa la sua amata.

## Produzione
Le riprese in Iraq sono state effettuate a Erbil.

## Distribuzione
La pellicola è stata, in anteprima, in concorso nella selezione ufficiale del Festival internazionale del film di Roma 2010.

## Riconoscimenti
- 2010 - Premio Flaiano
  - Miglior attore (Mohamed Zouaoui)
- 2011 - Globo d'Oro
  - Miglior attore rivelazione (Mohamed Zouaoui)